# Lucas Jesús Chaves
Lucas Chaves (Bahía Blanca, Buenos Aires, 21 de abril de 1994) es un baloncestista argentino que se desempeña en la posición de base.

## Trayectoria
Chaves, que es hijo del árbitro internacional de baloncesto Raúl Chaves, se formó en las canteras de Liniers de Bahía Blanca, Gimnasia y Esgrima de Comodoro Rivadavia y Bahiense del Norte. Su debut como profesional ocurrió en la temporada 2012-13 del TNA, vistiendo la camiseta de San Martín de Corrientes. 
Fue transferido en 2013 a Lanús, equipo enrolado en la Liga Nacional de Básquet de Argentina. Sin embargo sólo vio acción en 7 partidos oficiales -con un promedio de juego de 5.4 minutos por partido- antes de ser desvinculado del club. En consecuencia, en enero de 2014, Chaves llegó a Monte Hermoso Basket, otro equipo del TNA. En esa institución jugó hasta febrero de 2015, siendo sustituido por Martín Müller. Permaneció inactivo más de un semestre y recién en noviembre se incorporó a Atenas de Carmen de Patagones para jugar un par de meses en el TNA.
A comienzos de 2016 retornó a Bahía Blanca y optó por jugar los torneos de la Asociación Bahiense de Básquetbol como conductor de El Nacional. 
En el verano 2020 decidió migrar a Italia con el plan de competir en las categorías más bajas del baloncesto profesional italiano. Fue fichado por el Ascoli Basket, lo que le permitió jugar en la Serie D. Tras la suspensión de actividades ocasionada por la pandemia de COVID-19, su equipo volvió a la actividad pero como parte de la Serie C Silver. En marzo de 2021 se sumó al Power Basket Salerno de la Serie C Gold. 

## Selección nacional
Chaves integró los seleccionados juveniles de baloncesto de Argentina en varias ocasiones, por lo que jugó en el Campeonato Sudamericano de Baloncesto Sub-15 de 2009, el Campeonato Mundial de Baloncesto Sub-17 de 2010, el Campeonato Sudamericano de Baloncesto Sub-17 de 2011, y el Torneo Albert Schweitzer de 2012.